# Restes de l'aqüeducte de Cal Janet
Les Restes de l'aqüeducte de Cal Janet són una obra de Marganell (Bages) inclosa a l'Inventari del Patrimoni Arquitectònic de Catalunya.

## Descripció
Aqüeducte de Marganell de 4 arcs, les voltes són de maons i agafa l'aigua de la riera de Marganell. Sobre la riera de Marganell, afluent de la dreta del Llobregat.

## Història
Recentment s'ha construït un pont que salva la riera al lloc que ocupaven els dos arcs centrals de l'aqüeducte.